# Stilla natt

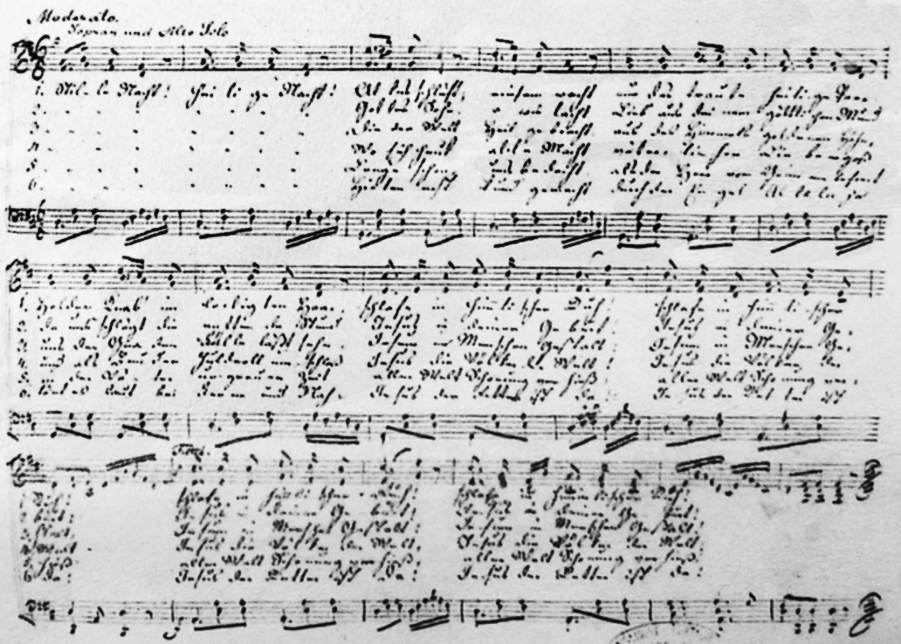
Stille Nacht – Franz Grubers autograf (c:a 1860)

Stilla natt är en julpsalm, ibland kallad julpsalmen framför andra. Det är ursprungligen en tyskspråkig julsång med text skriven av Joseph Mohr 1816 och musik komponerad 1818 av Franz Gruber. Psalmen deklarerades som immateriellt kulturarv av Unesco 2011.

## Historia

### Tillkomst

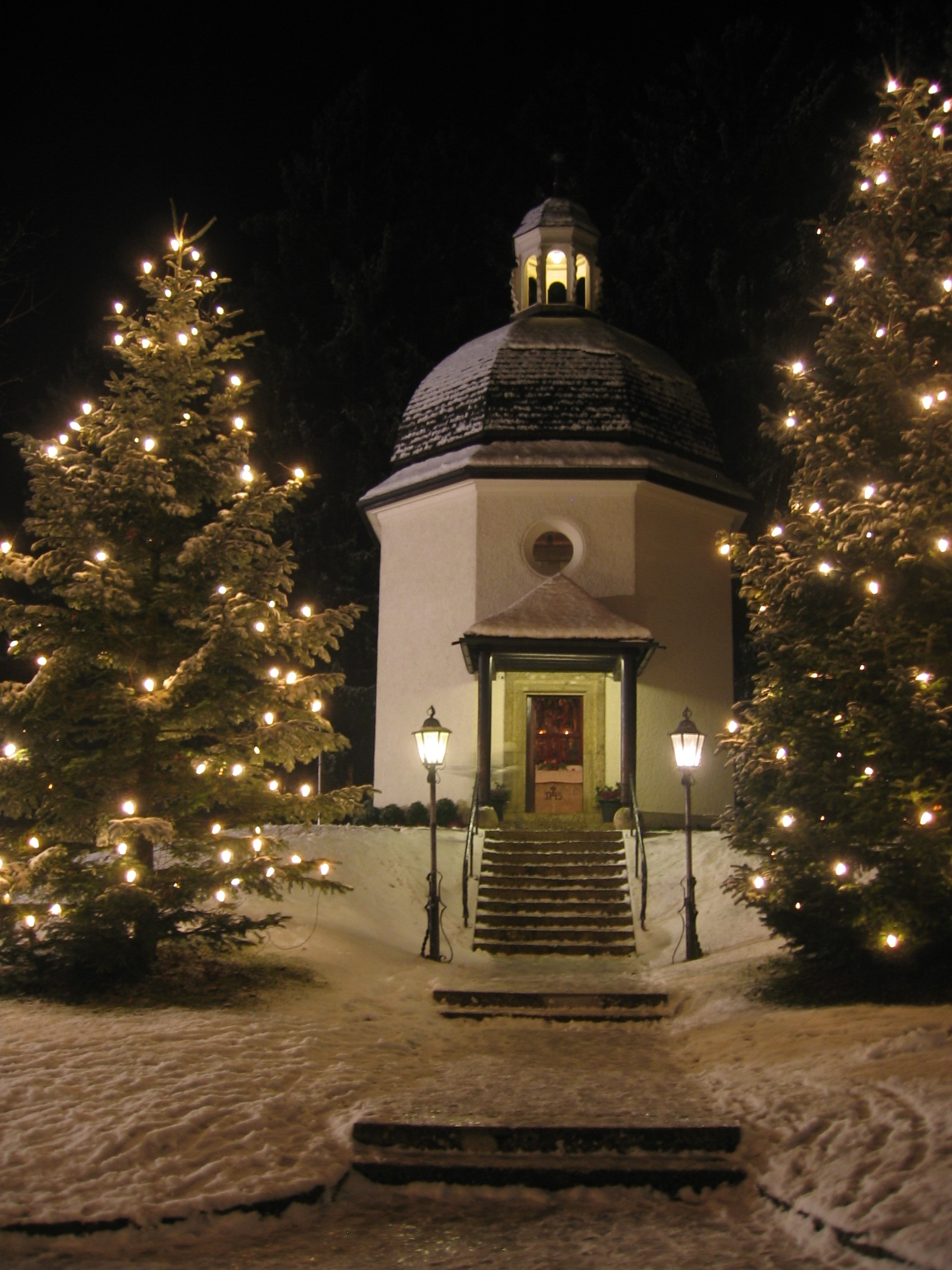
Stille-Nacht-Kapelle i Oberndorf i Österrike finns på den plats där sången först framfördes.

Stille Nacht framfördes först på julafton 1818 i St Nicholas församlingskyrka i Oberndorf bei Salzburg, en by i Österrike vid floden Salzach. Tillblivelsen har berättats i olika versioner: En mus hade skadat kyrkorgelns luftsystem genom att bita sönder orgelbälgen i kyrkan. Med trasig bälg blev det ingen orgelmusik, men kantorn Franz Gruber, organist i den närliggande byn Arnsdorf, nu en del av Lamprechtshausen, och prästen Joseph Mohr, som hade kommit till Oberndorf året innan, räddade situationen. Detta anses vara en icke trovärdig berättelse. Det troliga är att Mohr och Gruber hade i förväg kommit överens om att tillsammans framföra julsången efter mässan. Mohr hade i efterdyningarna av Napoleonskrigen skrivit en dikt "Stille Nacht" 1816 i Mariapfarr, hans faders hemstad i Salzburg Lungauregionen, där Mohr hade arbetat som hjälppräst.
Mohr och Gruber sjöng till gitarrarrangemang den tvåstämmiga Stilla natt, Franz Grubers tonsättning av en dikt skriven av Joseph Mohr 1816. Noterna, sannolikt nedtecknade av Mohr, var dock försvunna ända till 1991, varför många spekulationer om sångens ursprung fick fäste.
Enligt Gruber blev Karl Mauracher, en orgelbyggare som underhöll orgeln i Obendorfkyrkan, förälskad i sången och tog kompositionen med sig hem till Zillertal. Därifrån tog två resande familjer av sångare, Strassers och Rainers, med låten i sina framträdanden. Rainers sjöng den redan runt julen 1819 och framförde det en gång för en publik som bestod av Frans I av Österrike och Alexander I av Ryssland, samt gjorde den första föreställningen av låten i USA i New York 1839. På 1840-talet var låten välkänd i Niedersachsen och rapporterades vara en favorit hos Fredrik Vilhelm IV av Preussen. Under denna period förändrades melodin något för att senare bli den version som vanligtvis spelas idag.
Eftersom det ursprungliga manuskriptet hade gått förlorat glömdes Mohrs namn genom åren och även om Gruber var känd för att vara kompositören, antog många att melodin var komponerad av en berömd kompositör, och det tillskrivs på olika sätt  Haydn, Mozart eller Beethoven. Emellertid upptäcktes ett manuskript 1995 i Mohrs handskrift och daterades av forskare till cirka 1820. Det anges att Mohr skrev orden 1816, när han tilldelades en pilgrimskyrka i Mariapfarr, Österrike, och visar att musiken komponerades av Gruber 1818. Detta är det tidigaste manuskript som finns och det enda med Mohrs handskrift.

### Tradering och första spridning
Via kringresande sångare fick sången snabbt spridning, samtidigt som den ändrades och förenklades. Den som vill veta hur upphovsmännen tänkte sig sången kan idag hitta flera av deras manuskript på nätet..

### Översättningar och användning
Sången sägs ha blivit översatt till fler än 300 språk och är en av de i särklass mest kända, sjungna och spridda julsångerna. Den spreds också med protestantiska och katolska missionärer, som reste runt i världen kring förra sekelskiftet .
Sången spelas ofta i julfilmer, exempelvis i Love Actually och Tomten är far till alla barnen.
Kung Fredrik hör sången 1854
År 1854, 36 år efter att sången skrevs, uppfördes den av Staats- und Domchor Berlin för den preussiske kungen Fredrik Wilhelm IV. Han blev så förtjust i den vackra sången att han gav order om att sången skulle ges första platsen i alla julprogram.

### Julfreden 1914

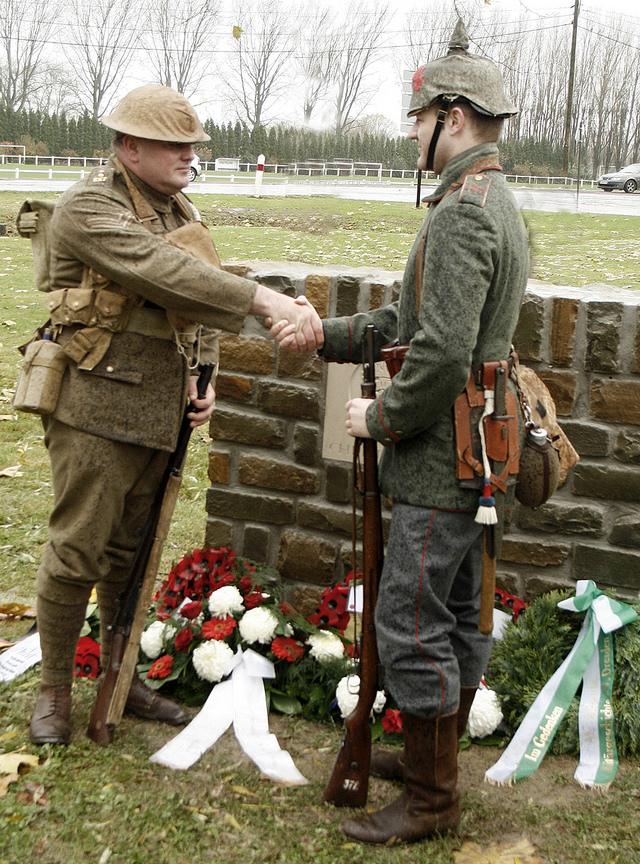
Historiskt återskapande av den spontana Julfreden 1914 under första världskriget.

Psalmen spelade en historisk roll i den gripande berättelsen om ett märkligt vapenstillestånd: Under första världskrigets första julafton på västfronten i Flandern i Belgien, hölls en omfattande, inofficiell och spontan vapenvila mellan å ena sidan brittiska och franska trupper och å andra sidan tyska trupper, den så kallade Julfreden 1914.
På åtminstone ett ställe ska ett brittiskt truppförband ha hört tyskarna helga julaftonen genom att sjunga ”Stille Nacht! Heilige Nacht!” och trotsa ljusförbudet med levande ljus. I stället för att skjuta på den därmed avslöjade positionen svarade de med ”Silent night! Holy night!” och det hela slutade med att bägge sidor klev upp ur sina skyttegravar och möttes mitt i det förödda ingenmansland. De begravde sina döda, utbytte gåvor och önskningar om snar fred och ska till och med ha spelat fotboll innan krigshandlingarna återupptogs under mellandagarna.
Silent Night är titeln på en bok om händelsen av historikern Stanley Weintraub.

## Melodin
- Enligt äldsta kända handskrift hos www.stillenacht.at
- på Polyphon, längd 55 s, ogg-fil
- instrumental, längd 2 m 29 s, ogg-fil

## Texten
| Originaltext (tyska) |
| --- |
| Stille Nacht! Heilige Nacht! Alles schläft. Einsam wacht Nur das traute heilige Paar. Holder Knab’ im lockigten Haar, Schlafe in himmlischer Ruh!     |
| Stille Nacht! Heilige Nacht! Gottes Sohn! O! wie lacht Lieb’ aus deinem göttlichen Mund, Da uns schlägt die rettende Stund’. Jesus! in deiner Geburt! |
| Stille Nacht! Heilige Nacht! Die der Welt Heil gebracht, Aus des Himmels goldenen Höh’n Uns der Gnade Fülle läßt seh’n Jesum in Menschengestalt!      |
| Stille Nacht! Heilige Nacht! Wo sich heut alle Macht Väterlicher Liebe ergoß Und als Bruder huldvoll umschloß Jesus die Völker der Welt!              |
| Stille Nacht! Heilige Nacht! Lange schon uns bedacht, Als der Herr vom Grimme befreyt, In der Väter urgrauer Zeit Aller Welt Schonung verhieß!        |
| Stille Nacht! Heilige Nacht! Hirten erst kundgemacht Durch der Engel „Halleluja!“ Tönt es laut bey Ferne und Nah: „Jesus der Retter ist da!“          |

### Svenska översättningar
Redan under 1800-talet översattes sången till svenska, och ytterligare flera översättningar har följt. De som oftast hörs är gjorda av Carl Oscar Mannström (1915), Edvard Evers (1917) och Torsten Fogelqvist (1937). De avviker i olika grad från den tyska originaltexten, och använder olika motiv från de sex tyska verserna.
En av de vanligaste översättningarna (Mannström) har tre verser och lyder såhär:
Stilla natt, heliga natt!
Allt är frid; stjärnan blid
Skiner på barnet i stallets strå
Och de vakande fromma två.
Kristus till jorden är kommen -
Oss är en frälsare född.
Stora stund, heliga stund!
Änglars här slår sin rund
Kring de vaktande herdars hjord,
Rymden ljuder av glädjens ord.
Kristus till jorden är kommen -
Eder är frälsaren född.
Stilla natt, heliga natt!
Mörkret flyr, dagen gryr.
Räddningstimman för världen slår,
Nu begynner vårt jubelår.
Kristus till jorden är kommen -
Oss är en frälsare född.

### Publikation
- Nya psalmer 1921 som nr 515, tillägget till 1819 års psalmbok under rubriken "Kyrkans högtider: Jul"
- Svensk söndagsskolsångbok 1929 som nr 51 under rubriken "IV Advents- och julsånger"
- Sionstoner 1935 som nr 156 under rubriken "Jul"
- 1937 års psalmbok som nr 52 under rubriken "Jul"
- Förbundstoner 1911 som nr 44 under rubriken "Guds uppenbarelse i Kristus: Jesu födelse"
- Frälsningsarméns sångbok 1968 som nr 603 under rubriken "Jul"
- Julens vackra sånger 1, 1968, som nr 3
- Sionstoner 1972 som nr 107
- 1986 års psalmbok som nr 114 under rubriken "Jul"
- Finlandssvenska psalmboken 1986 som nr 29 under rubriken "Jul"
- Lova Herren 1988 som nr 101 under rubriken "Jul"
- Julens önskesångbok, 1997, under rubriken "Traditionella julsånger"
- Barnens svenska sångbok, 1999, under rubriken "Året runt"
- Hela familjens psalmbok 2013 som nummer 73 under rubriken "Hela året runt".[18]
- Cecilia Katolsk Gudstjänstbok psalm 240.[19]